# Pointe de Presset
La pointe de Presset est un sommet de France situé dans le massif du Beaufortain, en Savoie.

## Géographie

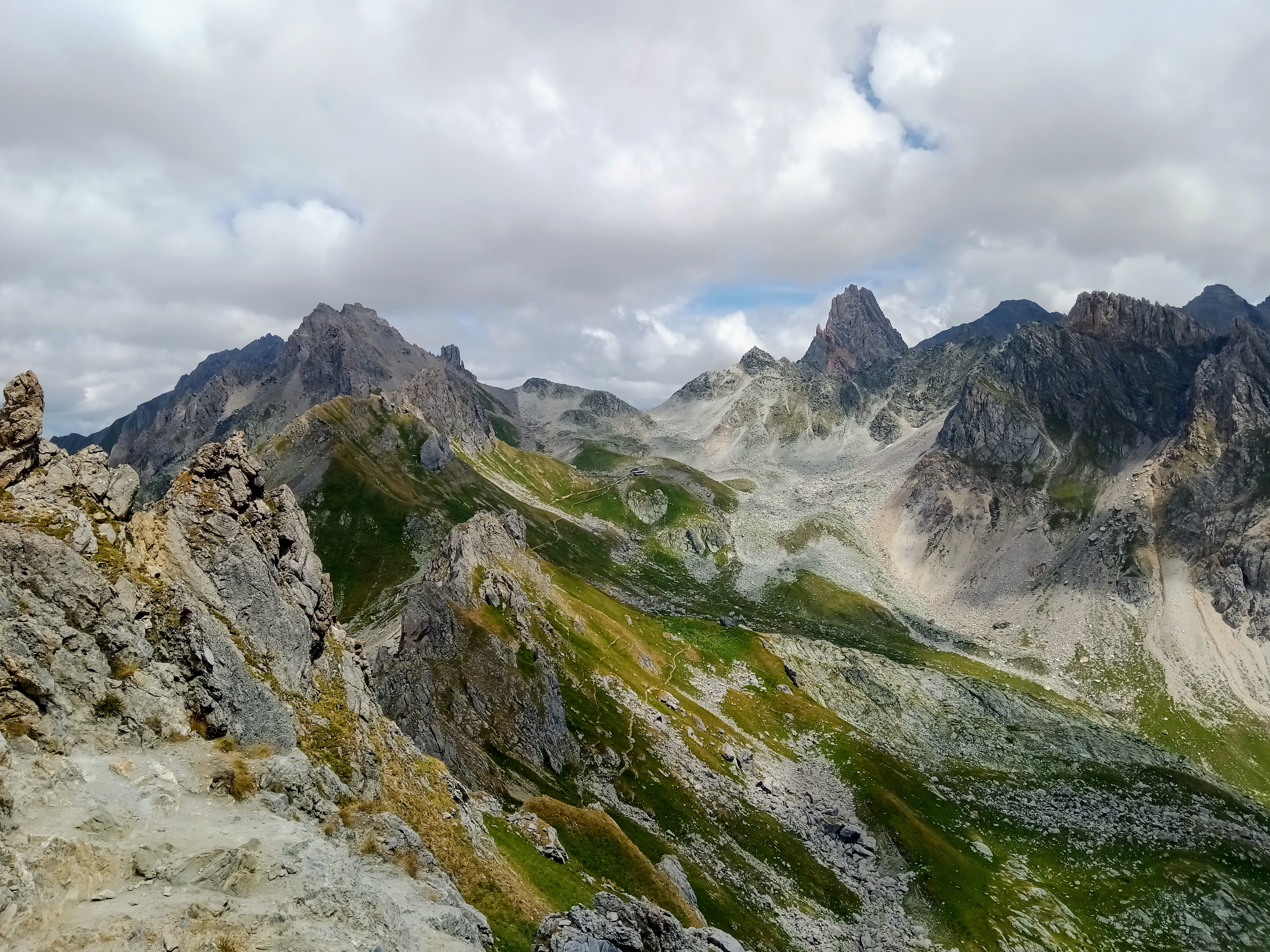
Vue depuis le passeur de la Mintaz au sud-sud-ouest du col du Grand Fond encadré par la pointe de Presset à gauche et l'aiguille de la Nova à droite.

Culminant à 2 858 mètres d'altitude, elle fait face à l'aiguille du Grand Fond (2 920 m) de l'autre côté de la brèche de Parozan (2 663 m) au nord, l'aiguille de la Nova (2 893 m), la pointe de la Combe Neuve (2 961 m), le Roignais (2 995 m) et la pointe de Gargan (2 767 m) de l'autre côté du col du Grand Fond (2 671 m) au sud-est, la Pierra Menta (2 714 m) de l'autre côté du col du Bresson (2 469 m) au sud-sud-ouest, dominant le Beaufortain au nord-ouest, la combe de la Neuva au nord-est et le lac et le refuge de Presset au sud.
La montagne est formée de conglomérats du Crétacé supérieur reposant sur des calcaires argileux du Jurassique moyen et de la dolomie du Trias.

## Ascension
Si le GRP Tour du Beaufortain passe au pied de la montagne au col du Grand Fond et le GR 5 non loin au col du Bresson, le sommet n'est cependant accessible qu'en escalade.

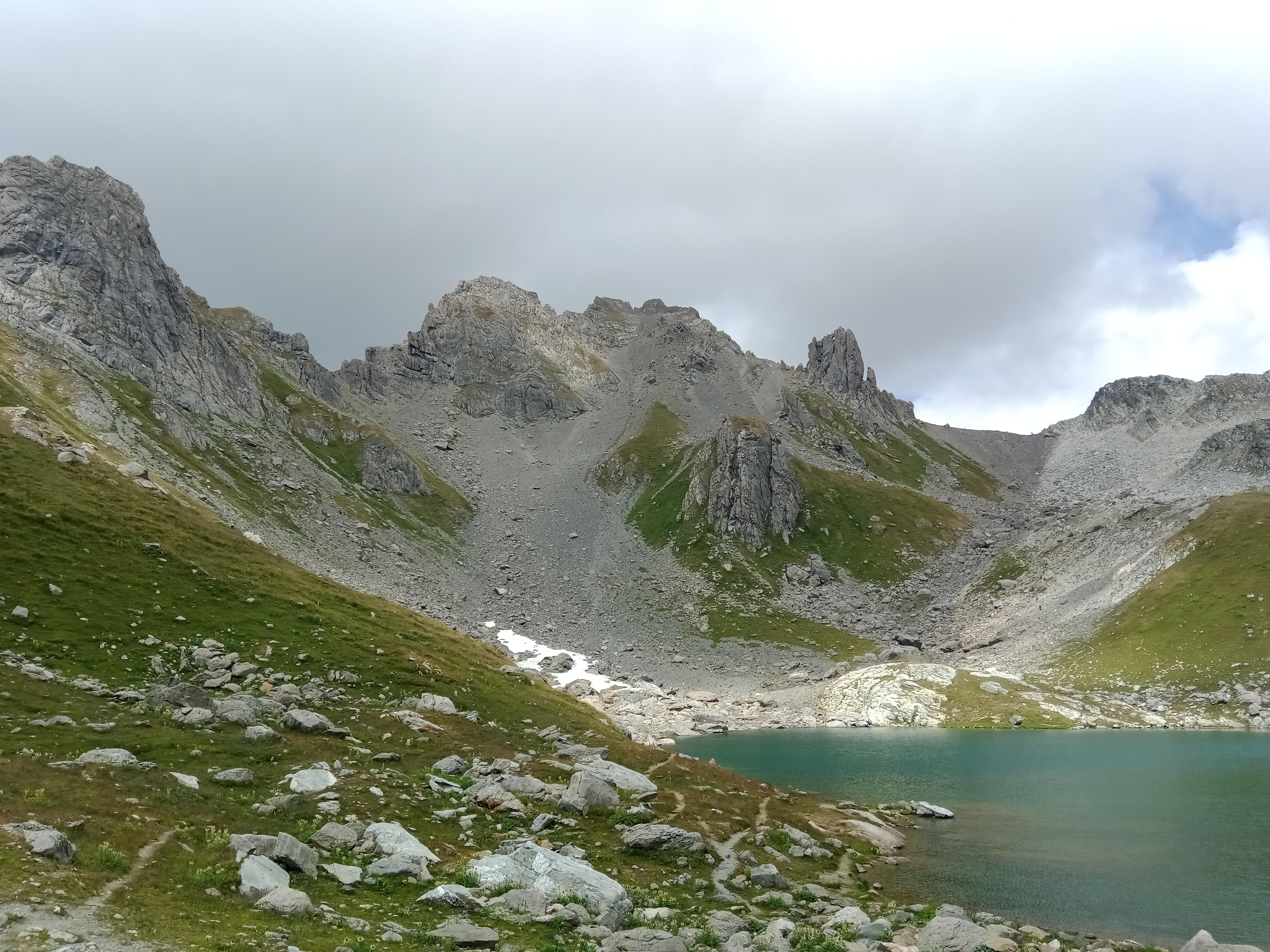
Vue depuis de la pointe de Presset depuis le lac de Presset au sud.

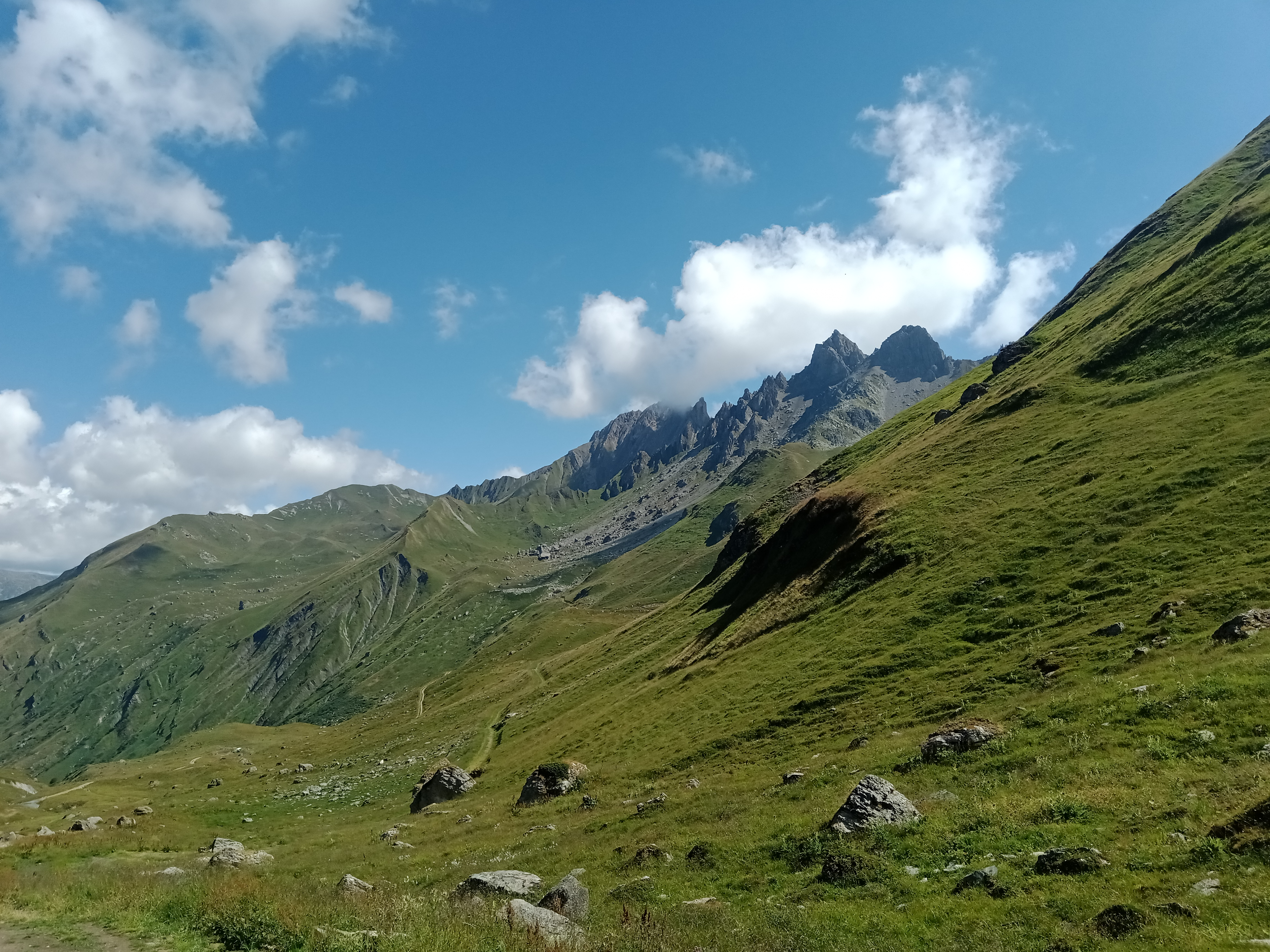
Vue de la pointe de Presset depuis le lac d'Amour au sud-ouest.